# Danh sách quân chủ Bulgaria
Quân chủ Bulgaria cai trị quốc gia độc lập Bulgaria trong ba giai đoạn lịch sử: từ việc thành lập Đế quốc Bulgaria đầu tiên vào năm 681 đến cuộc chinh phục Byzantine của Bulgaria năm 1018; từ sự khởi nghĩa của Asen và Peter đã thành lập Đế quốc Bulgaria thứ hai vào năm 1185 để sáp nhập công quốc Bulgaria bị sáp nhập vào Đế chế Ottoman năm 1422; và từ việc tái thành lập một Bulgaria độc lập vào năm 1878 đến việc bãi bỏ chế độ quân chủ trong một cuộc trưng cầu dân ý được tổ chức vào ngày 15 tháng 9 năm 1946.
Tước hiệu cai trị Bulgaria ban đầu sử dụng tước hiệu Kanasubigi (hãn), sau sử dụng tước hiệu knyaz (vương công) trong một thời gian ngắn, và sau đó tsar (sa hoàng). Tước hiệu Sa hoàng, trong tiếng Latin là Caesar, lần đầu tiên được thông qua và sử dụng tại Bulgaria bởi Simeon I, sau khi chiến thắng quyết định đối với Đế quốc Byzantine vào năm 913. Nó cũng được sử dụng bởi tất cả những người kế vị của Simeon I cho đến khi Bulgaria bị Đế chế Ottoman cai trị năm 1396. Sau khi Bulgaria giải phóng khỏi Ottoman năm 1878, vị vua đầu tiên của Alexander I đã thông qua tước hiệu knyaz, hoặc hoàng thân. Tuy nhiên, khi de jure độc lập được công bố dưới sự kiểm soát của ông Ferdinand vào năm 1908, danh hiệu đã được đổi thành Sa hoàng một lần nữa. Việc sử dụng Sa hoàng tiếp tục dưới thời Ferdinand và sau đó là người thừa kế Boris III và Simeon II cho đến khi bãi bỏ chế độ quân chủ năm 1946.
Trong khi đó, sa hoàng được dịch là "hoàng đế" trong Đế chế Bulgaria thứ nhất và thứ hai, tại Bulgaria hiện đại được dịch là "vua".
Trong một số điều lệ hoàng gia thời trung cổ của Bulgaria, các quốc vương Bulgaria tự xưng là "Trong Thiên chúa Hoàng đế Lãnh chúa tín đaọ và lãnh đạo tất cả người Bulgaria" hoặc những biến thể tương tự, đôi khi bao gồm "... và người La Mã, người Hy Lạp hoặc Vlach".
Danh sách này không bao gồm các vị vua Bulgaria huyền thoại và những vị vua Bulgaria cổ.

### Đế quốc Bulgaria thứ nhất (681–1018)
| Hình ảnh                     | Tước hiệu | Tên                  | Tuổi              | Cai trị       | Ghi chú/Mất |
| ---------------------------- | --- | -------------------- | ----------------- | ------------- | --- |
|                              | |                      |                   |               | |
| Triều Dulo (681–753)         | |                      |                   |               | |
|                              | Khan[a] | Asparukh             | 640-701           | 681–701       | Con của Khan Kubrat, người cai trị Đại Bulgaria Cổ. Sau chiến thắng Trận Ongal năm 680, ông thành lập đất nước Bulgaria. Mất năm 701 trong cuộc chiến chống lại Khazars.                                                                          |
|                              | Khan | Tervel               | 675-721           | 701–721       | Nhận được tước hiệu Byzantine Caesar năm 705 khi giúp Justinian II giành lại ngai vàng. Tervel hỗ trợ các Byzantines trong cuộc bao vây Ả rập Constantinople lần thứ 2. Mất năm 721.                                                              |
|                              | Khan | Kormesiy             | ?                 | 721–738       | Không rõ năm mất. |
|                              | Khan | Sevar                | ?                 | 738–753       | Cai trị cuối cùng triều Dulo. Mất tự nhiên hoặc bị truất ngôi vào năm 753. |
| Thị tộc Vokil (753–762)      | |                      |                   |               | |
|                              | Khan | Kormisosh            | ?                 | 753–756       | Bắt đầu một giai đoạn bất ổn nội bộ. Hạ bệ năm 756. |
|                              | Khan | Vinekh               | ?-762             | 756–762       | Bị giết năm 762. |
| Thị tộc Ugain (762–765)      | |                      |                   |               | |
|                              | Khan | Telets               | 731-765           | 762–765       | Bị giết năm 765. |
| Không triều đại (765–766)    | |                      |                   |               | |
|                              | Khan | Sabin                | ?                 | 765–766       | Có thể có nguồn gốc Slavic. Bị Hội đồng Nhân dân hạ bệ năm 766, đào thoát đến Đế quốc Byzantine. |
| Thị tộc Vokil (766)          | |                      |                   |               | |
|                              | Khan | Umor                 | ?                 | 766           | Cai trị trong 40 ngày. Hạ bệ năm 766 và đào thoát đến Đế quốc Byzantine. |
| Không triều đại (766–768)    | |                      |                   |               | |
|                              | Khan | Toktu                | ?-767             | 766–767       | Bị giết trong khu rừng sông Danube vào năm 767 bởi phe đối lập. |
|                              | Khan | Pagan                | ?-768             | 767–768       | Bị giết bởi những người hầu của ông ta ở vùng Varna. |
| Triều Krum/Dulo (768–997)[b] | |                      |                   |               | |
|                              | Khan | Telerig              | 706-777           | 768–777       | Con trai của Tervel. Đào thoát tới Constantinople năm 777 và chịu phép báp têm. |
|                              | Khan | Kardam               | 735-803           | 777–803       | Kết thúc cuộc khủng hoảng nội bộ. Ổn định và củng cố đất nước. Ngày chết không xác định. |
|                              | Khan | Krum                 | ?-814             | 803–814       | Nổi tiếng với trận Pliska trong đó hoàng đế Byzantine Nikephoros I tử trận. Krum cũng nổi tiếng với việc ban hành bộ luật đầu tiên của Bulgaria. Mất tự nhiên (rất có thể do đột quỵ) vào ngày 13/4/814. Có nhiều giả thuyết về cái chết của ông. |
|                              | Kanasubigi Cai trị nhiều người Bulgaria                                                                         | Omurtag              | ?-831             | 814–831       | Được biết đến với chính sách xây dựng, cải cách hành chính và cuộc đàn áp của các Kitô hữu. |
|                              | Khan | Malamir              | ?-836             | 831–836       | Con trai thứ ba và con út của Omurtag. Mất tự nhiên khi còn nhỏ. |
|                              | Khan | Presian I            | ?-852             | 836–852       | Hầu như toàn bộ Macedonia được hợp nhất vào Bulgaria. |
|                              | Hoàng thân (Knyaz)[c]                                                                                           | Boris I Michael I[d] | ?-907             | 852–889       | Kitô giáo hóa Bulgaria; áp dụng ngôn ngữ cổ Bulgaria làm ngôn ngữ chính thức của nhà nước và Giáo hội; Công nhận Nhà thờ Bulgarian tự trị. Bạo loạn năm 883, mất 2/5/907, khoảng 80 tuổi. Tuyên thánh.                                            |
| không khung                  | Hoàng thân | Vladimir             | ?                 | 889–893       | Con trai cả của Boris I. Cố gắng khôi phục lại chủ nghĩa Tengriism. Bị truất ngôi và làm mù mắt bởi cha, Boris I năm 893. |
|                              | Hoàng thân/Hoàng đế (Sa hoàng) Hoàng đế của Bulgaria và La Mã (tuyên bố) Hoàng đế của Bulgaria (được công nhận) | Simeon I             | 864/865-927       | 893–927       | Con thứ ba của Boris I, lớn lên để trở thành một giáo sĩ nhưng được tôn phong trong Hội đồng Preslav. Bulgaria đạt đến mức độ lãnh thổ lớn nhất. Thời đại huy hoàng của văn hóa Bulgaria. Mất do đau tim ngày 27/5/927, 63 tuổi.                  |
|                              | Hoàng đế Hoàng đế của Bulgaria                                                                                  | Petar I              | ?-970             | 927–969       | Con thứ hai của Simeon I. Cai trị 42 năm, dài nhất trong lịch sử Bulgaria. Thoái vị năm 969 và trở thành ẩn sĩ. Mất ngày 30/1/970. Proclaimed a Saint.                                                                                            |
|                              | Hoàng đế | Boris II             | 931-977           | 970–971       | Con trai lớn nhất của Petar I. Bị Byzantines truất quyền năm 971. Bị giết bởi lính canh biên giới Bulgaria năm 977 khi cố gắng về nước. |
|                              | Hoàng đế | Roman                | 930-997           | 977–991 (997) | Con trai thứ hai của Petar I. Bị Byzantines bắt nhưng trốn được về Bulgaria năm 977. Bị bắt trong trận chiến với Byzantines năm 991 và mất trong tù tại Constantinople năm 997.                                                                   |
| Triều Cometopuli (997–1018)  | |                      |                   |               | |
|                              | Hoàng đế Hoàng đế của Bulgaria                                                                                  | Samuel               | ?-1014            | 997–1014      | Đồng cai trị và tổng toàn quyền La Mã từ 976 đến 997. Chính thức tuyên bố Hoàng đế Bulgaria vào năm 997. Chết vì đau tim vào ngày 6/10/1014, 69–70 tuổi.                                                                                          |
|                              | Hoàng đế | Gavril Radomir       | ?-1015            | 1014–1015     | Con trai cả của Samuel, lên ngôi vào ngày 15 tháng 10 năm 1014. Bị giết bởi em họ Ivan Vladislav vào tháng 8 năm 1015. |
|                              | Hoàng đế | Ivan Vladislav       | 987-1018          | 1015–1018     | Con của Aron và cháu của Samuel.Giết chết trong cuộc vây hãm Drach. Cái chết của ông đã kết thúc Đế quốc Bulgaria đầu tiên, sáp nhập vào đế quốc Byzantine.                                                                                       |
|                              | Sa hoàng Sa hoàng của Bulgaria                                                                                  | Presian II           | 996/997-1060/1061 | 1018          | |

## Vua trong thời kỳ Byzantine cai trị (1018–1185)
| Hình ảnh | Tước hiệu | Tên               | Tuổi   | Cai trị   | Ghi chú/Mất |
| -------- | --------- | ----------------- | ------ | --------- | --- |
|          | Hoàng đế  | Peter Delyan      | ?-1041 | 1040–1041 | Tuyên bố là hậu duệ của Gavril Radomir. Lãnh đạo khởi nghĩa không thành công chống lại Byzantine cai trị. |
|          | Hoàng đế  | Constantine Bodin | ?–1101 | 1072      | Được đặt tên là Bodine Constantine và hậu duệ của Samuel, ông tuyên bố là Hoàng đế của Bulgaria sau khi Hoàng đế Petar I được phong thánh dẫn tới Khởi nghĩa của Georgi Voiteh. Là vua của Duklja từ 1081 đến 1101. |

## Đế quốc Bulgaria thứ hai (1185–1422)
| Hình ảnh                    | Tước hiệu                                                                                        | Tên                              | Tuổi           | Cai trị   | Ghi chú/Mất |
| --------------------------- | ------------------------------------------------------------------------------------------------ | -------------------------------- | -------------- | --------- | --- |
|                             |                                                                                                  |                                  |                |           | |
| Triều Asen                  |                                                                                                  |                                  |                |           | |
|                             | Hoàng đế                                                                                         | Petar II (còn được gọi Peter IV) | ?-1197         | 1185–1190 | Ban đầu có tên Theodore, ông được tuyên bố là Hoàng đế Bulgaria là Petar IV sau khi khởi nghĩa của Asen và Petar thành công. Năm 1190, ông đã trao ngai vàng cho em trai mình. |
| không khung                 | Hoàng đế                                                                                         | Ivan Asen I                      | ?-1196         | 1190–1196 | Em trai của Peter IV. Một vị tướng thành công, ông cai trị cho đến năm 1196 khi ông bị anh em họ Ivanko sát hại.                                                               |
|                             | Hoàng đế                                                                                         | Petar II (Peter IV)              | ?-1197         | 1196–1197 | Sau cái chết của em trai, ông tiếp tục ngai vàng Bulgaria |
|                             | Hoàng đế[e] Hoàng đế của Bulgaria và Vlachs, người La Mã                                         | Kaloyan                          | 1170-1907      | 1197–1207 | Em trai thứ ba của Asen và Petar. Mở rộng Bulgaria và kết thúc một Liên minh với Giáo hội Công giáo. Bị giết trong cuộc vây hãm Salonica.                                      |
|                             | Hoàng đế                                                                                         | Boril                            | ?-1218         | 1207–1218 | Con của người em gái Kaloyan. Bị đày và chọc mù mắt vào năm 1218. |
|                             | Hoàng đế Hoàng đế của Bulgaria và Hy Lạp                                                         | Ivan Asen II                     | 1195-1241      | 1218–1241 | Con trưởng của Ivan Asen I. Đế quốc Bulgaria thứ hai đã đạt đến đỉnh điểm trong thời gian này.                                                                                 |
|                             | Hoàng đế                                                                                         | Kaliman Asen I                   | 1234-1246      | 1241–1246 | Con của Ivan Asen II. |
|                             | Hoàng đế                                                                                         | Michael II Asen                  | 1239-1257      | 1246–1256 | Con của Ivan Asen II. Giết chết bởi người anh em họ Kaliman. |
|                             | Hoàng đế                                                                                         | Kaliman Asen II                  | ?-1256         | 1256      | Bị giết năm 1256. |
| không khung                 | Hoàng đế                                                                                         | Mitso Asen                       | ?-1277         | 1256–1257 | Chạy trốn đến Đế chế Nicaean năm 1261. |
|                             | Hoàng đế Trong Thiên chúa Hoàng đế Lãnh chúa tín đaọ và lãnh đạo tất cả người Bulgaria           | Constantine I                    | ?-1277         | 1257–1277 | Bolyar của Skopie. Bị giết trong trận chiến năm 1277 bởi lãnh đạo nông dân Ivaylo.                                                                                             |
|                             | Hoàng đế                                                                                         | Ivan Asen III                    | 1259/1260-1303 | 1279–1280 | Con của Mitso Asen. Chạy trốn đến Constantinople với ngân khố. |
| Không triều đại             |                                                                                                  |                                  |                |           | |
| không khung                 | Hoàng đế                                                                                         | Ivaylo                           | ?-1281         | 1277–1280 | Lãnh đạo chính cuộc khởi nghĩa nông dân. Chạy đến Hãn quốc Kim Trướng nhưng bị ám sát bởi Hãn Mông Cổ Nogai.                                                                   |
| Triều Terter (1280–1292)    |                                                                                                  |                                  |                |           | |
| không khung                 | Hoàng đế                                                                                         | George Terter I                  | ?-1308/1309    | 1280–1292 | Bolyar của Cherven. Chạy trốn đến Đế chế Byzantine năm 1292, qua đời ở Bulgaria năm 1308–1309.                                                                                 |
| Không triều đại (1292–1300) |                                                                                                  |                                  |                |           | |
|                             | Hoàng đế                                                                                         | Smilets                          | ?- 1298        | 1292–1298 | Bolyar của Kopsis. |
| không khung                 | Hoàng đế                                                                                         | Chaka                            | ?-1300         | 1299–1300 | Con của Nogai Khan Mông Cổ. Lưu đày và giết trong tù năm 1300. |
| Triều Terter (1300–1322)    |                                                                                                  |                                  |                |           | |
|                             | Hoàng đế                                                                                         | Theodore Svetoslav               | 1270s-1321     | 1300–1321 | Con của George Terter I. Tuổi trẻ là con tin của Kim Trường Hãn Quốc. Mất cuối năm 1321, khoảng 50–55 tuổi.                                                                    |
| không khung                 | Hoàng đế                                                                                         | George Terter II                 | 1307-1330      | 1321–1322 | Con của Theodore Svetoslav. |
| Triều Shishman (1323–1396)  |                                                                                                  |                                  |                |           | |
|                             | Hoàng đế                                                                                         | Michael III Shishman             | 1280-1330      | 1323–1330 | Bolyar của Vidin. Bị thương nặng trong trận Velbazhd ngày 28/7/1330 chống lại người Serbs.                                                                                     |
| không khung                 | Hoàng đế                                                                                         | Ivan Stephen                     | ?-1373         | 1330–1331 | Con của Michael III Shishman. Bị đày vào tháng 3 năm 1331 và trốn sang Serbia.                                                                                                 |
|                             | Hoàng đế Trong Thiên chúa Hoàng đế Lãnh chúa tín đaọ và lãnh đạo tất cả người Bulgaria và Hy Lạp | Ivan Alexander                   | ?-1371         | 1331–1371 | Bolyar của Lovech. Xuất thân từ các triều đại Asen, Terter và Shishman. Thời hoàng kim thứ hai của Bulgaria. Sau khi ông mất, Bulgaria bị chia rẽ giữa các con trai của ông.   |
|                             | Hoàng đế Trong Thiên chúa Hoàng đế Lãnh chúa tín đaọ và lãnh đạo tất cả người Bulgaria và Hy Lạp | Ivan Shishman                    | ?-1395         | 1371–1395 | Con thứ tư của Ivan Alexander. |
| không khung                 | Hoàng đế Hoàng đế của Bulgaria                                                                   | Ivan Sratsimir                   | ?-1397         | 1356–1396 | Con thứ ba của Ivan Alexander. Cai trị xứ Vidin, miền Bắc Bulgari ngày nay. |
| không khung                 | Tsar (Hoàng đế) của Bulgaria                                                                     | Constantine II                   | ?- 1422        | 1397–1422 | Con của Ivan Sratsimir (Ivan Sracimir) của Bulgaria và Anna, còn gái Hoàng thân Nicolae Alexandru xứ Wallachia. Ông lên ngôi hoàng đế trước năm 1395.                          |
| Đế chế Ottoman sáp nhập.    |                                                                                                  |                                  |                |           | |

## Công quốc Bulgaria và Vương quốc Bulgaria (1878–1946)
| Hình ảnh                 | Tước hiệu           | Tên         | Tuổi                  | Cai trị               | Ghi chú/Mất |
| ------------------------ | ------------------- | ----------- | --------------------- | --------------------- | --- |
|                          |                     |             |                       |                       | |
| Nhà Battenberg           |                     |             |                       |                       | |
|                          | Hoàng thân          | Alexander I | 5/4/1857-23/10/1893   | 29/4/1879 – 7/9/1886  | Thoái vị do áp lực của Nga. Mất năm 1893 tại Graz. |
| Nhà Saxe-Coburg và Gotha |                     |             |                       |                       | |
|                          | Hoàng thân/Sa hoàng | Ferdinand I | 26/2/1861 – 10/9/1948 | 7/7/1887 – 3/10/1918  | Trở thành Sa hoàng sau khi tuyên bộ độc lập ngày 22/9/1908. Bị bắt 3/10/1918 sau khi Bulgaria thất bại trong Thế chiến thứ nhất. Mất năm 1948 tại Coburg.                                                   |
|                          | Sa hoàng            | Boris III   | 18/1/1894 – 28/8/1943 | 3/10/1918 – 28/8/1943 | |
| không khung              | Sa hoàng            | Simeon II   | 16/6/1937-nay         | 28/8/1943 – 15/9/1946 | Trở thành Sa hoàng Bulgaria khi 6 tuổi, sau khi cha qua đời, Boris III. Chế độ quân chủ bị bãi bỏ bởi những người cộng sản. Ông từng là Thủ tướng thứ 48 của Bulgaria từ ngày 24/7/2001 đến ngày 17/8/2005. |